# Лёбеюн
Лёбеюн (нем. Löbejünо файле) — город в Германии, в земле Саксония-Анхальт. 
Входит в состав района Заале. Подчиняется управлению Залькрайс Норд.  Население составляет 2287 человек (на 31 декабря 2006 года). Занимает площадь 20,52 км².
Город подразделяется на 3 городских района.